# Michael Swanwick
Pour les articles homonymes, voir Swanwick.
Œuvres principales
- Stations des profondeurs
- Jack Faust

Michael Swanwick, né le 18 novembre 1950 à Schenectady dans l'État de New York, est un écrivain américain de science-fiction. Résidant à Philadelphie, Pennsylvanie, il commence à publier au début des années 1980.

## Carrière littéraire
Si Stations des profondeurs a remporté le prix Nebula du meilleur roman, c'est surtout pour ses œuvres plus courtes que Swanwick est récompensé par la critique. On peut ainsi citer Le Bord du monde récompensé par le prix Theodore-Sturgeon en 1989, Radio waves qui remporte le prix World Fantasy du meilleur roman court en 1996, et ses cinq prix Hugo pour Le Pouls brutal de la machine (1999), Scherzo avec tyrannosaure (2000), Tout sauf un chien (2002), Vie lente (2003) et Les Légions du temps (2004).
Il a également coécrit un certain nombre de nouvelles avec d'autres auteurs tels William Gibson (Duel aérien), Gardner R. Dozois (Les Dieux de Mars, Temps de neige) ou Jack Dann (Les Dieux de Mars, En tournée).
Swanwick a également publié sur la science-fiction elle-même. Ses deux essais The User's Guide to the Postmoderns (1986) et In the Tradition… (1994) se penchent respectivement sur la situation de la science-fiction et de la fantasy.

## Œuvres

### SérieThe Iron Dragon's Daughter
1. (en) The Iron Dragon's Daughter, 1993
2. (en) The Dragons of Babel, 2008
3. (en) The Iron Dragon’s Mother, 2019

### Romans indépendants
- Le Baiser du masque, Denoël, coll. Présence du futur no 459, 1986 ((en) In the Drift, 1985)
- Les Fleurs du vide, Denoël, coll. Présence du futur no 459, 1988 ((en) Vacuum Flowers, 1987)
- Stations des profondeurs, J'ai lu, 1993 ((en) Stations of the Tide, 1991)Prix Nebula du meilleur roman 1991
- (en) Griffin's Egg, 1991
- Jack Faust, Payot, 1999 ((en) Jack Faust, 1997)
- (en) Bones of the Earth, 2002
- (en) Dancing With Bears, 2011
- (en) Chasing the Phoenix, 2015
- (en) City Under the Stars, 2020Écrit avec Gardner R. Dozois. Version augmentée du roman court The City of God des mêmes auteurs

### Recueils de nouvelles
- (en) Gravity's Angels, 1991
- (en) A Geography of Unknown Lands, 1997
- (en) Moon Dogs, 2000
- (en) Puck Aleshire's Abecedary, 2000
- (en) Tales of Old Earth, 2000
- (en) Cigar-Box Faust and Other Miniatures, 2003
- (en) Michael Swanwick's Field Guide to the Mesozoic Megafauna, 2004
- (en) The Periodic Table of Science Fiction, 2005
- (en) The Dog Said Bow-Wow, 2007
- (en) The Best of Michael Swanwick, 2008
- (en) Not So Much, Said the Cat, 2016
- (en) The Postutopian Adventures of Darger and Surplus, 2020

### Nouvelles
Par ordre chronologique de publication.
- Saint Janis blues, 1982 ((en) The Feast of St Janis, 1980)
- Ginungagap, 1985 ((en) Ginungagap, 1980)
- En tournée, 2000 ((en) Touring, 1981)Écrit avec Gardner R. Dozois et Jack Dann.
- (en) Mummer Kiss, 1981
- (en) Til Human Voices Wake Us, 1981
- Walden III, 1987 ((en) Walden Three, 1981)
- Temps de neige, 2000 ((en) Snow Job, 1982)Écrit avec Gardner R. Dozois. Parue dans la revue Bifrost no 19, Le Bélial'
- L'Homme qui rencontra Picasso, 1998 ((en) The Man who Met Picasso, 1982)
- (en) Afternoon at Schrafft's, 1984Écrit avec Gardner R. Dozois et Jack Dann.
- (en) Ice Age, 1984
- (en) Marrow Death, 1984
- (en) Trojan Horse, 1984
- (en) When the Music's Over, 1984
- (en) Virgin Territory, 1984Écrit avec Gardner R. Dozois et Jack Dann. Autre titre : Golden Apples of the Sun
- (en) Anyone Here from Utah?, 1985
- (en) The Blind Minotaur, 1985
- Duel aérien ((en) Dogfight, 1985)Écrit avec William Gibson.
- Les Dieux de Mars ((en) The Gods of Mars, 1985)Écrit avec Gardner R. Dozois et Jack Dann.
- La Transmigration de Philip K., 2000 ((en) The Transmigration of Philip K., 1985)Parue dans la revue Bifrost no 18, Le Bélial'
- Le Pacte des âmes ((en) Covenant of Souls, 1986)
- (en) Foresight, 1987
- Conte d'une nuit d'hiver ((en) A Midwinter's Tale, 1988)
- (en) The Overcoat, 1988
- (en) Snow Angels, 1989
- Le Bord du monde ((en) The Edge of the World, 1989)Prix Theodore-Sturgeon 1989
- (en) U F O., 1990
- (en) Fantasies, 1991Écrit avec Tim Sullivan.
- (en) In Concert, 1992
- (en) The Wireless Folly, 1992
- (en) Cold Iron, 1993
- (en) Picasso Deconstructed: Eleven Still-Lifes, 1993
- Le Récit du changelin, 2014 ((en) The Changeling's Tale, 1994)
- (en) The Mask, 1994
- (en) The City of God, 1995Écrit avec Gardner R. Dozois.
- Radio Waves, 1997 ((en) Radio Waves, 1995)Prix World Fantasy du meilleur roman court 1996
- (en) Walking Out, 1995
- (en) North of Diddy-Wah-Diddy, 1995
- (en) Ships, 1996Écrit avec Jack Dann.
- La Vie des morts, 1999 ((en) The Dead, 1996)Parue dans la revue Bifrost no 15, Le Bélial'
- Sauterelle notre mère ((en) Mother Grasshopper, 1997)
- La Sagesse de cette bonne vieille Terre ((en) The Wisdom of Old Earth, 1997)
- (en) Ancestral Voices, 1998Écrit avec Gardner R. Dozois.
- (en) Archaic Planets: Nine Excerpts from the Encyclopedia Galactica, 1998Écrit avec Sean Swanwick.
- (en) Midnight Express, 1998
- Le Pouls brutal de la machine, 2004 ((en) The Very Pulse of the Machine, 1998)Prix Hugo de la meilleure nouvelle courte 1999
- (en) Radiant Doors, 1998
- (en) Wild Minds, 1998
- La Voie du dragon ((en) The Dragon Line, 1998)
- (en) Vergil Magus: King Without Country, 1998Écrit avec Avram Davidson.
- (en) Microcosmic Dog, 1998
- (en) Ancient Engines, 1999
- (en) Green Fire, 1999Écrit avec Eileen Gunn, Andy Duncan, et Pat Murphy.
- (en) Riding the Giganotosaur, 1999
- Scherzo avec tyrannosaure, 1999 ((en) Scherzo with Tyrannosaur, 1999)Prix Hugo de la meilleure nouvelle courte 2000
- Chasse au clair de Lune, 2005 ((en) Moon Dogs, 2000)Parue dans la revue Bifrost no 37, Le Bélial'
- (en) The Madness of Gordon Van Gelder, 2000
- (en) Mickelrede, or, The Slayer and the Staff, 2000Écrit avec Avram Davidson.
- (en) Cigar-Box Faust, 2001
- Tout sauf un chien, 2007 ((en) The Dog Said Bow-Wow, 2002)Prix Hugo de la meilleure nouvelle courte 2003
- Vie lente, 2005 ((en) Slow Life, 2002)Prix Hugo de la meilleure nouvelle longue 2003
- Les Légions du temps, 2015 ((en) Legions in Time, 2003)Prix Hugo de la meilleure nouvelle longue 2004
- Tawny Petticoats, 2018 ((en) Tawny Petticoats, 2014)
- L'Express des étoiles, 2019 ((en) Starlight Express, 2017)Parue dans la revue Bifrost no 96, Le Bélial'